# Combinare
În matematică, o combinare reprezintă un mod de a alege o submulțime dintre elementele unei mulțimi, așa încât (spre deosebire de permutări) ordinea alegerii nu contează, sau mai degrabă numărul total de combinații care pot fi extrase înainte ca una dintre acestea să se repete. În cazurile în care nu sunt multe elemente este posibilă numărarea tuturor combinărilor prin scrierea acestora. De exemplu, fiind date trei fructe (un măr, o portocală și o pară), există trei combinări a câte două fructe care pot fi extrase din acest set: un măr și o pară, un măr și o portocală, sau o pară și o portocală. 
Din punct de vedere formal, o k-combinare a unei mulțimi S este o submulțime de k elemente distincte ale lui S. Dacă această mulțime are n elemente, numărul k-combinărilor este egal cu coeficientul binomial.
{\displaystyle C_{n}^{k}={\frac {n(n-1)\cdots (n-k+1)}{k(k-1)\cdots 1}},}
care poate fi scrisă utilizând factoriali drept {\displaystyle {\frac {n!}{k!(n-k)!}}} atunci când {\displaystyle k\leqslant n} și care este zero când {\displaystyle k>n}. Mulțimea tuturor k-combinărilor a unei mulțimi S este, uneori, notată {\displaystyle {\binom {S}{k}}\,.}
Combinările se referă la combinarea de n lucruri luate câte k odată fără a se repeta. Pentru a face referire la combinările în care repetarea elementelor este permisă, sunt folosiți termeni precum k-selecție, k-multiset sau k-combinare cu repetiții. Dacă în exemplul de mai sus era posibil a avea două fructe de orice fel, ar mai fi existat încă trei  2-selecții: una cu două mere, una cu două portocale și una cu două pere.
Pentru mulțimi mari numărul combinărilor este foarte mare. De exemplu, o mână la poker poate fi descrisă ca o 5-combinare (k=5) de cărți dintr-un pachet de 52 (n=52) de cărți. Cele 5 cărți din mână sunt diferite și ordinea acestora în mână nu contează. Sunt 2.598.960 astfel de combinări posibile, iar șansa de a trage 5 cărți în mod aleatoriu este de 1 / 2.598.960.

## Numărul dek-combinări

Combinări fără repetiții de 5 luate câte 3

Numărul k-combinărilor dintr-o mulțime dată S cu n elemente este, de obicei, notat, în combinatorica elementară {\displaystyle C(n,k)} sau oricare dintre aceste moduri: {\displaystyle {\binom {n}{k}}}, {\displaystyle {}_{n}C_{k},{}^{n}C_{k}}, sau {\displaystyle C_{n}^{k}} (prima variantă fiind utilizată în lumea anglofonă, în timp ce ultima formă constituie standardul folosit în România, Franța, Rusia, China). Același număr, totuși, apare în multe alte contexte matematice, unde este notat drept {\displaystyle C_{n}^{k}}; în mod notabil, apare drept coeficient în formula binomială, de acolo provenindu-i și numele de coeficient binomial. Putem defini {\displaystyle C_{n}^{k}} pentru toate numerele naturale k într-o  singură expresie prin relația
{\displaystyle \textstyle (1+X)^{n}=\sum _{k\geq 0}C_{n}^{k}X^{k},}
din care se observă clar că {\displaystyle C_{n}^{0}=C_{n}^{n}=1} și {\displaystyle C_{n}^{k}=0} pentru k > n. Pentru a vedea că acești coeficienți numără k-combinații din S, putem considera o colecție de n variabile distincte Xs identificate de elementele s ale mulțimii S și extinde produsul așa încât să cuprindă toate valorile din S:
{\displaystyle \textstyle \prod _{s\in S}(1+X_{s});}
aceasta are {\displaystyle 2^{n}} termeni diferiți ce corespund tuturor submulțimilor  lui S, fiecare submulțime oferind produsul variabilelor corespunzătoare Xs.
Coeficienții binomiali pot fi calculați explicit în numeroase moduri. Pentru a îi afla pe toți pentru explicitări până la {\displaystyle (1+X)^{n}}, putem folosi (pe lângă cazurile de bază abordate deja) relația de recurență
{\displaystyle C_{n}^{k}=C_{n-1}^{k-1}+C_{n-1}^{k},{\text{ for }}0<k<n,}
care se poate scrie sub forma {\displaystyle (1+X)^{n}=(1+X)^{n-1}(1+X)}; acest fapt duce la construirea triunghiului lui Pascal.
Pentru a determina un coeficient binomial individual, este mai practic să folosim formula
{\displaystyle C_{n}^{k}={\frac {n(n-1)(n-2)\cdots (n-k+1)}{k!}}.}
Numărătorul constituie numărul de k-permutări de n elemente (secvențe de k valori distincte din mulțimea S), în timp ce numitorul reprezintă numărul de astfel de k-permutări care dau aceeași k-combinație când ordinea este ignorată.
Atunci când k depășește n/2, formula de mai sus conține factori comuni între numărător și numitor și, prin simplificarea acestora, obținem relația
{\displaystyle C_{n}^{k}=C_{n}^{n-k},{\text{ for }}0\leq k\leq n.}
Aceasta exprimă o simetrie evidentă din formula binomială și poate fi, de asemenea, înțeleasă drept k-combinări, prin eliminarea complementului unei astfel de combinări, ce constituie o (n-k)-combinare.
În final, există o formulă care se folosește în mod frecvent și redă simetria direct, având calitatea de a fi ușor de memorat:
{\displaystyle C_{n}^{k}={\frac {n!}{k!(n-k)!}},}
unde n! reprezintă factorialul lui n.
Ultima formulă poate fi înțeleasă direct, prin considerarea celor n! permutări ale tuturor elementelor mulțimii S. Din fiecare dintre aceste permutări se poate obține o k-combinație, prin selectarea primelor k elemente. Există multe selecții duplicate: oricare permutare combinată a primelor k elemente între ele și a ultimelor (n-k) elemente între ele produce aceeași combinație; acest lucru explică împărțirea din formulă.
Din formulele de mai sus rezultă relații între numere adiacente în triunghiul lui Pascal în toate cele trei direcții:
{\displaystyle C_{n}^{k}=C_{n}^{k-1}{\frac {n-k+1}{k}},{\text{ for }}k>0,}
{\displaystyle C_{n}^{k}=C_{n-1}^{k}{\frac {n}{n-k}},{\text{ for }}{k<n},}
{\displaystyle C_{n}^{k}=C_{n-1}^{k-1}{\frac {n}{k}},{\text{ for }}n,k>0.}
Împreună cu cazurile de bază {\displaystyle C_{n}^{0}=1=C_{n}^{n}}, acestea permit calcularea succesivă a tuturor numerelor de combinări din același set (o linie din triunghiul lui Pascal), a k-combinărilor de mulțimi cu mărimi crescătoare și a combinărilor cu un complement de mărime fixă (n-k).

### Exemple de numărare a combinărilor
De exemplu, putem calcula numărul combinărilor posibile pentru alcătuirea unei mâini de 5 cărți dintr-un pachet standard de 52:
{\displaystyle C_{52}^{5}={\frac {52\times 51\times 50\times 49\times 48}{5\times 4\times 3\times 2\times 1}}={\frac {311{,}875{,}200}{120}}=2{,}598{,}960.}
Totodată, putem folosi formula combinărilor utilizând factorialii și simplifica factorii de la numărător cu o parte din factorii de la numitor, după care va rămâne de efectuat doar înmulțirea factorilor rămași:
{\displaystyle {\begin{alignedat}{2}C_{52}^{5}&={\frac {52!}{5!47!}}\\&={\frac {52\times 51\times 50\times 49\times 48\times {\cancel {47!}}}{5\times 4\times 3\times 2\times {\cancel {1}}\times {\cancel {47!}}}}\\&={\frac {52\times 51\times 50\times 49\times 48}{5\times 4\times 3\times 2}}\\&={\frac {(26\times {\cancel {2}})\times (17\times {\cancel {3}})\times (10\times {\cancel {5}})\times 49\times (12\times {\cancel {4}})}{{\cancel {5}}\times {\cancel {4}}\times {\cancel {3}}\times {\cancel {2}}}}\\&={26\times 17\times 10\times 49\times 12}\\&=2{,}598{,}960.\end{alignedat}}}
Un alt calcul alternativ, echivalent cu primul, este bazat pe scrierea
{\displaystyle C_{n}^{k}={\frac {(n-0)}{1}}\times {\frac {(n-1)}{2}}\times {\frac {(n-2)}{3}}\times \cdots \times {\frac {(n-(k-1))}{k}},}
ceea ce duce la
{\displaystyle C_{n}^{k}={\frac {52}{1}}\times {\frac {51}{2}}\times {\frac {50}{3}}\times {\frac {49}{4}}\times {\frac {48}{5}}=2{,}598{,}960.}
Când evaluăm în următoarea ordine, 52 ÷ 1 × 51 ÷ 2 × 50 ÷ 3 × 49 ÷ 4 × 48 ÷ 5, această expresie poate fi calculată doar folosind operații cu numere întregi. Motivul este acela că atunci când are loc împărțirea, rezultatul intermediar care este produs este el însuși un coeficient binomial, deci nu va rămâne niciodată vreun rest.
{\displaystyle {\begin{aligned}C_{n}^{k}&={\frac {n!}{k!(n-k)!}}={\frac {52!}{5!(52-5)!}}={\frac {52!}{5!47!}}\\&={\tfrac {80,658,175,170,943,878,571,660,636,856,403,766,975,289,505,440,883,277,824,000,000,000,000}{120\times 258,623,241,511,168,180,642,964,355,153,611,979,969,197,632,389,120,000,000,000}}\\&=2{,}598{,}960.\end{aligned}}}

### Enumerarea ak-combinări
Pot fi enumerate toate cele k-combinări ale unei mulțimi S cu n elemente într-o ordine fixă, care va stabili o relație de bijectivitate între un interval de {\displaystyle C_{n}^{k}} numere întregi și setul respectivelor k-combinări. Asumând faptul că S este ordonată (de exemplu S={1,2,...,n}), există două posibilități naturale de a ordona cele k-combinari posibile pentru această mulțime: comparând cele mai mici elemente ale lor pentru început (ca în imaginea de mai sus) sau comparând cele mai mari elemente inițial. A doua opțiune are avantajul că a adăuga un nou element cu valoare maximă la S nu va schimba partea inițială a enumerării, ci va pune cele k-combinări noi din mulțimea mai mare după cele precedente. Repetând acest proces, enumerația se poate extinde indefinit cu k-combinări de mulțimi din ce în ce mai mari. Dacă intervalele de numere întregi pornesc de la 0, atunci k-combinarea de pe un loc dat i din enumerație va putea fi calculată ușor din i, iar bijecția astfel obținută va fi cunoscută sub numele de sistem combinatorial de numărare.

## Numărulk-combinărilor pentru toate numerele k
Numărul k-combinărilor pentru toate valorile valide ale lui k reprezintă numărul de submulțimi ale unei mulțimi cu n elemente. Există câteva moduri de a demonstra că acest număr este {\displaystyle 2^{n}}. În termeni combinatorici, {\displaystyle \sum _{0\leq {k}\leq {n}}C_{n}^{k}=2^{n}}, reprezentând suma celei de-a n-a linii (începând numărătoarea de la 0) a coeficienților binomiali din triunghiul lui Pascal. Aceste combinări (submulțimi) sunt enumerate prin cifrele 1 din mulțimea de numere în baza 2, începând de la 0 până la {\displaystyle 2^{n}-1}, unde fiecare poziție a cifrei este un element din mulțimea S de n elemente.
Fiind date 3 cărți numerotate de la 1 la 3, există 8 combinații distincte (submulțimi) ce se pot forma, inclusiv mulțimea vidă:
{\displaystyle |\{\{\};\{1\};\{2\};\{3\};\{1,2\};\{1,3\};\{2,3\};\{1,2,3\}\}|=2^{3}=8}